# Scintillona brissae
Scintillona brissae is een tweekleppigensoort uit de familie van de Galeommatidae. De wetenschappelijke naam van de soort is voor het eerst geldig gepubliceerd in 1989 door Morton & Scott.